# Tchoř stepní
Tchoř stepní (Mustela eversmanii, Putorius eversmanni), také zvaný tchoř světlý nebo tchoř plavý, je šelma z čeledi lasicovití. Žije v otevřené krajině lesostepí, stepí, polopouští, pastvin a polí střední, západní a východní Asie a východní Evropy.

## Popis
Má světlé, převážně žlutavé zbarvení, které je patrné zejména na hřbetě a bocích. Oproti tomu jsou končetiny znatelně tmavší. Tmavší pásy srsti se mohou nacházet i na bocích, hřbetu a okolo očí. Ocas je napůl světlý a na konci přechází v tmavou barvu. Okraje boltců, tváře a oblast kolem čenichu jsou bělavé. Celkem měří mezi 40 až 80 cm, z toho připadá na ocas 7 až 18 cm. Váží 0,4 až 2 kilogramy.

## Rozšíření
Vyskytuje se od oblasti Ruska, Mongolska a Číny, přes jihovýchodní Evropu až na území České republiky, kde je západní hranice jeho rozšíření. Výskyt tchoře stepního je v České republice evidován hlavně na jižní a střední Moravě, v Polabí, Českém středohoří (Lounsko) a dokonce i poblíž hlavního města Prahy. Dle nových dat z prvních dvou desetiletí 21. století jeho populace v Česku ubývá a reálně se vyskytuje jen na asi 4,5 % zdejšího území.

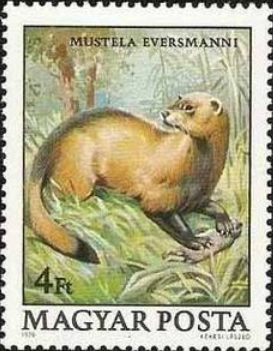
Tchoř stepní na maďarské známce

## Způsob života a potrava
Pro své teritorium, které si značkuje, si vybírá hlavně teplé nížinaté oblasti. Nemá rád souvisle zalesněné pásy, a proto se jim raději vyhýbá. Vyskytuje se nejčastěji na otevřených polích, stepích, pastvinách, polopouštích. Leckdy se také schovává mezi kamením nebo v roklích.
Dává přednost čerstvě ulovené kořisti před mršinou. Často loví sysla obecného, proto také kopíruje jeho výskyt v Česku. Osvojuje si i nory syslů v jejich vlastních koloniích. V norách loví také hraboše, křečky, králíky (vyšlechtěná fretka tuto jeho vlastnost převzala a byla dříve používána k lovu divokých králíků). Požírá ale i brouky, někdy vyplení i ptačí hnízdo. V blízkosti vody loví ryby a žáby. Loví hlavně za soumraku a v noci. Přes den odpočívá ve své noře.

## Rozmnožování
Jeho rozmnožování je takřka stejné jako u tchoře tmavého. Spáří se během března a dubna a samice vyvede mladé po 40-43 dnech. Mívá 3 až 14, avšak obvykle 8 až 9 mláďat jednou do roka. Ta jsou nejprve úplně slepá. Období dospívání trvá pět měsíců. Typickým tchořím znakem je značkování si teritoria. K tomu slouží podocasní pachové žlázy, které produkují výrazný sekret. Ten má kromě ochrany teritoria chránit tchoře stepního i před nepřáteli. Ti se po vyloučení této odporně páchnoucí tekutiny většinou dají na ústup.